# La Aurora, Guerrero
La Aurora är en ort i Mexiko.   Den ligger i kommunen General Heliodoro Castillo och delstaten Guerrero, i den södra delen av landet, 240 km sydväst om huvudstaden Mexico City. La Aurora ligger 2 350 meter över havet och antalet invånare är 486.
Terrängen runt La Aurora är bergig västerut, men österut är den kuperad. Runt La Aurora är det ganska tätbefolkat, med 52 invånare per kvadratkilometer. Närmaste större samhälle är Campo Morado, 4,4 km nordost om La Aurora. I omgivningarna runt La Aurora växer i huvudsak blandskog.